# British Comedy Awards 2006
La XVII edizione dei British Comedy Awards si tenne nel 2006 e venne presentata da Jonathan Ross.

## Vincitori
- Miglior commedia televisiva esordiente - Star Stories
- Miglior commedia televisiva - Peep Show
- Miglior commedia cinematografica - Wallace & Gromit: La maledizione del coniglio mannaro
- Miglior commedia drammatica[non chiaro]
- Miglior commedia di intrattenimento comico - Harry Hill's TV Burp
- Miglior commedia teatrale - Little Britain Live
- Miglior serie comica internazionale - Curb Your Enthusiasm
- Miglior esibizione live in un tour - Jimmy Carr
- Miglior attore in una commedia televisiva - Stephen Merchant
- Miglior attrice in una commedia televisiva - Catherine Tate
- Miglior debutto maschile in una commedia televisiva - Russell Brand
- Miglior debutto femminile in una commedia televisiva - Charlotte Church
- Miglior personalità di intrattenimento comico - Harry Hill
- Premio scelta del pubblico - Ant & Dec
- Ronnie Baker Award - Sacha Baron Cohen, Peter Baynham, Anthony Hines e Dan Mazer
- Premio alla carriera - Chris Tarrant